# Municipio de Williams (condado de Columbus)
El municipio de Williams (en inglés: Williams Township) es un municipio ubicado en el  condado de Columbus en el estado estadounidense de Carolina del Norte. En el año 2010 tenía una población de 4.578 habitantes.

## Geografía
El municipio de Williams se encuentra ubicado en las coordenadas 34°12′5.61″N 78°47′44.07″O / 34.2015583, -78.7955750.